# Little French Songs
Little French Songs es el cuarto álbum de estudio de la cantautora francesa Carla Bruni. Fue lanzado el día 1 de abril de 2013, casi cinco años después del lanzamiento de su disco anterior "Comme si de rien n'était". Durante este lapso de tiempo, Carla Bruni ha continuado formando y entrenando su voz a fin de lograr mayor seguridad y fuerza. Todas las canciones del disco han sido compuestas por la propia Bruni salvo una adaptación de la célebre canción "Dolce Francia" de Charles Trenet. En el cuarto tema (dedicado a su esposo, el expresidente francés Nicolás Sarkozy) ha recibido la colaboración del cantante francés Julien Clerc. Asimismo "La valse posthume" es una adaptación de la cantautora sobre una pieza de Chopin.
El primer sencillo del disco "Chez Keith et Anita" habla de momentos y acciones en casa del guitarrista de los Rolling Stones Keith Richards y su entonces pareja Anita Pallenberg.
Todas las canciones del álbum han sido escritas en francés, salvo la ya mencionada "Dolce Francia" (en italiano) y Little french song (en francés con algunas estrofas en inglés).
El disco fue lanzado en CD, CD edición especial + DVD con cinco temas en directo en acústico (J'arrive à toi, Mon Raymond, Chez Keith et Anita, Liberté y Little french song) y en edición vinilo.

## Canciones del álbum
1. "J'arrive a toi"  (Carla Bruni) — "Llegó a ti."
2. "Chez Keith et Anita"  (Carla Bruni) — "En casa de Keith y Anita."
3. "Prière"  (Carla Bruni) — "Plegaria."
4. "Mon Raymond"  (Carla Bruni, Julien Clerc) — "Mi Raymond."
5. "Dolce Francia"   (Charles Trenet, adapt. Carla Bruni) — "Dulce Francia."
6. "Pas une damme"  (Carla Bruni) — "No una dama."
7. "Darling"  (Carla Bruni) — "Cariño."
8. "La valse posthume"  (Frédéric Chopin, Carla Bruni.) — "El vals póstumo."
9. "Little french song"  (Carla Bruni, ) — "Pequeña canción francesa."
10. "Liberté"  (Carla Bruni) — "Libertad"
11. "Le pingouin"  (Carla Bruni) — "El pingüino."
12. "La blonde exquise" (Bonus)  (Carla Bruni) — "La rubia exquisita."
13. "Lune" (Bonus)  (Carla Bruni) — "Luna."